# Side Hustle/Episodenliste
Diese Episodenliste enthält alle Episoden der US-amerikanischen Comedy-Fernsehserie Side Hustle, sortiert nach ihrer US-amerikanischen Erstausstrahlung. Ihre Premiere hatte die Serie am 7. November 2020 auf dem Fernsehsender Nickelodeon, während die deutschsprachige Erstausstrahlung am 20. März 2021 auf Nick Deutschland stattfand.

## Übersicht
| Staffel | Episodenanzahl | Erstausstrahlung USA | Erstausstrahlung USA | Deutschsprachige Erstausstrahlung | Deutschsprachige Erstausstrahlung |
| Staffel | Episodenanzahl | Staffelpremiere      | Staffelfinale        | Staffelpremiere                   | Staffelfinale                     |
| ------- | -------------- | -------------------- | -------------------- | --------------------------------- | --------------------------------- |
| 1       | 25             | 7. November 2020     | 25. September 2021   | 20. März 2021                     | 4. Dezember 2021                  |
| 2       | 21             | 2. Oktober 2021      | 30. Juni 2022        | 27. November 2021                 |                                   |

## Staffel 1
Staffel 1 von Side Hustle (USA): 7. November 2020 bis zum 25. September 2021 – auf Nickelodeon U.S.
Staffel 1 von Side Hustle (Deutschland): 20. März 2021 bis zum 4. Dezember 2021 – auf Nick Deutschland
| Nr. (ges.) | Nr. (St.) | Deutscher Titel             | Originaltitel         | Erstausstrahlung USA | Deutschsprachige Erstausstrahlung (D) | Regie                 | Drehbuch                              | Prod. Code |
| ---------- | --------- | --------------------------- | --------------------- | -------------------- | ------------------------------------- | --------------------- | ------------------------------------- | ---------- |
| 1          | 1         | Die Jobsuche                | Start Hustling        | 7. Nov. 2020         | 20. März 2021                         | Adam Weissman         | Dave Malkoff                          | 101        |
| 2          | 2         | Das Wundervitamin           | Vitamin D-isaster     | 14. Nov. 2020        | 21. März 2021                         | Adam Weissman         | Dave Malkoff                          | 102        |
| 3          | 3         | Der Flohmarkt               | Yard Sale             | 21. Nov. 2020        | 27. März 2021                         | Adam Weissman         | Dave Malkoff                          | 103        |
| 4          | 4         | Schmutzige Jobs             | Trashy Jobs           | 28. Nov. 2020        | 28. März 2021                         | Adam Weissman         | Joe Sullivan                          | 104        |
| 5          | 5         | Freundejahrestag            | Friendiversary        | 5. Dez. 2020         | 3. Apr. 2021                          | Leonard R. Garner Jr. | David A. Arnold                       | 105        |
| 6          | 6         | Milchshake Schnellschlürfen | Milkshake Suckdown    | 12. Dez. 2020        | 4. Apr. 2021                          | Adam Weissman         | John D. Beck & Ron Hart               | 106        |
| 7          | 7         | Die Kid-Ding-Dongs          | KidDING! Dongs        | 23. Jan. 2021        | 8. Mai 2021                           | Jody Margolin Hahn    | John D. Beck & Ron Hart               | 107        |
| 8          | 8         | Das Brotdosenversteck       | Lunch Boxed In        | 30. Jan. 2021        | 9. Mai 2021                           | Leonrad R. Garner Jr. | Joe Sullivan                          | 108        |
| 9          | 9         | Der Chemie-Test             | Chemistry Hustle      | 6. Feb. 2021         | 15. Mai 2021                          | Jody Margolin Hahn    | Alex Hanpeter & Jude Tedmori          | 109        |
| 10         | 10        | Das Phantom der Mooery      | Phantom of the Mooery | 20. Feb. 2021        | 16. Mai 2021                          | Wendy Faraone         | William Luke Schreiber & Beth Crudele | 110        |
| 11         | 11        | Karaoke – Tritt ab!         | Karaoke Kickoff       | 27. Feb. 2021        | 22. Mai 2021                          | Wendy Faraone         | Heather Wood & Maegan McConnell       | 111        |
| 12         | 12        | Die Hundehochzeit           | Dog Wed-ding!         | 13. März 2021        | 23. Mai 2021                          | David Kendall         | David A. Arnold                       | 112        |
| 13         | 13        | Onkel Nedward               | Uncle Nedward         | 20. März 2021        | 29. Mai 2021                          | Wendy Faraone         | Dave Malkoff                          | 113        |
| 14         | 14        | Jag-Jitsu                   | Jag-Jitsu             | 27. März 2021        | 1. Aug. 2021                          | Leonard R. Garner Jr. | David A. Arnold                       | 115        |
| 15         | 15        | Der Ping-Pong Betrug        | Hot Tubby’s           | 3. Apr. 2021         | 7. Aug. 2021                          | David Kendall         | Joe Sullivan                          | 116        |
| 16         | 16        | Das Milchfiasko             | Moo’s the Boss        | 10. Apr. 2021        | 31. Juli 2021                         | Evelyn Belasco        | John D. Beck & Ron Hart               | 114        |
| 17         | 17        | Mach-nen-Wauzi              | Make-a-Mutt           | 17. Apr. 2021        | 14. Aug. 2021                         | Jody Margolin Hahn    | Maegan McConnell & Heather Wood       | 118        |
| 18         | 18        | Juckles                     | Juckles               | 1. Mai 2021          | 15. Aug. 2021                         | Mike Caron            | Dave Malkoff                          | 119        |
| 19         | 19        | Die Rattenjäger             | Rat Busters           | 8. Mai 2021          | 13. Nov. 2021                         | Adam Weissman         | Joe Sullivan                          | 120        |
| 20         | 20        | Der Bot Klub                | Bot Club              | 15. Mai 2021         | 14. Nov. 2021                         | Natalie Van Doren     | Joe Sullivan                          | 121        |
| 21         | 21        | Crunchy’s falsches Spiel    | Extra Crunchy         | 22. Mai 2021         | 20. Nov. 2021                         | Evelyn Belasco        | Alex Hanpeter & Jude Tedmori          | 122        |
| 22         | 22        | Mundgeräusch                | Mouth Noise           | 17. Juli 2021        | 8. Aug. 2021                          | Wendy Faraone         | Alex Hanpeter & Jude Tedmori          | 117        |
| 23         | 23        | Der Liebes-Sensei           | Love Sensei           | 11. Sep. 2021        | 21. Nov. 2021                         | Wendy Faraone         | Maegan McConnell & Heather Wood       | 123        |
| 24         | 24        | Ein Zimmer für Munchy       | Room for Munchy       | 18. Sep. 2021        | 28. Nov. 2021                         | Adam Weissman         | John D. Beck & Ron Hart               | 125        |
| 25         | 25        | Der Presley-Slide           | The Presley Slide     | 25. Sep. 2021        | 24. Dez. 2021                         | Adam Weissman         | Dave Malkoff                          | 126        |

## Staffel 2
Staffel 2 von Side Hustle (USA): seit dem 2. Oktober 2021 – auf Nickelodeon U.S.
Staffel 2 von Side Hustle (Deutschland): seit dem 27. November 2021 – auf Nick Deutschland
| Nr. (ges.) | Nr. (St.) | Deutscher Titel                 | Originaltitel            | Erstausstrahlung USA | Deutschsprachige Erstausstrahlung (D) | Regie                 | Drehbuch                               | Prod. Code |
| ---------- | --------- | ------------------------------- | ------------------------ | -------------------- | ------------------------------------- | --------------------- | -------------------------------------- | ---------- |
| 26         | 1         | Die große Fashion Show          | Model Employee           | 2. Okt. 2021         | 9. Mai 2022                           | Adam Weissman         | Dave Malkoff                           | 201        |
| 27         | 2         | Gerechtigkeit für Rex           | Wreck-It Rex             | 9. Okt. 2021         | 10. Mai 2022                          | Adam Weissman         | John D. Beck & Ron Hart                | 202        |
| 28         | 3         | Der Ball-Antrag                 | The Way You Luke Tonight | 16. Okt. 2021        | 11. Mai 2022                          | Jody Margolin Hahn    | Joe Sullivan                           | 203        |
| 29         | 4         | Das Geisterhaus                 | Scare Bear               | 23. Okt. 2021        | 27. Nov. 2021                         | Wendy Faraone         | Wesley Jermaine Johnson & Scott Taylor | 124        |
| 30         | 5         | Das geheime Familienrezept      | Ai-Dude-isburg           | 30. Okt. 2021        | 12. Mai 2022                          | Wendy Faraone         | Laura House                            | 204        |
| 31         | 6         | Rettet Cash                     | Stash the Cash           | 6. Nov. 2021         | 13. Mai 2022                          | Leonard R. Garner Jr. | Wesley Jermaine Johnson & Scott Taylor | 205        |
| 32         | 7         | Lex-Jitsu                       | Lex-Jitsu                | 13. Nov. 2021        | 16. Mai 2022                          | Leonard R. Garner Jr. | Laura House                            | 206        |
| 33         | 8         | Das Weihnachtskonzert           | A Mouth Noise Christmas  | 20. Nov. 2021        | —                                     | Evelyn Belasco        | Alex Hanpeter & Jude Tedmori           | 207        |
| 34         | 9         | Die Rückkehr von Onkel Nedward  | Return of Uncle Nedward  | 10. März 2022        | —                                     | Phill Lewis           | Wesley Jermaine Johnson & Scott Taylor | 212        |
| 35         | 10        | Zimmer frei                     | Room4U                   | 17. März 2022        | —                                     | Evelyn Belasco        | Laura House                            | 211        |
| 36         | 11        | Clownderella                    | Clownderella             | 24. März 2022        | —                                     | Chris Phillips        | John D. Beck & Ron Hart                | 209        |
| 37         | 12        | Vereinte Superhelden            | When Worlds Collide      | 21. Apr. 2022        | —                                     | Adam Weissman         | Dave Malkoff                           | 220        |
| 38         | 13        | Muckis aus der Zukunft          | Flex to the Future       | 28. Apr. 2022        | —                                     | Natalie Van Doren     | Wesley Jermaine Johnson & Scott Taylor | 218        |
| 39         | 14        | Daumnado                        | Thumb and Thumber        | 5. Mai 2022          | —                                     | David Kendall         | Beth Crudele                           | 213        |
| 40         | 15        | Lässige Lex                     | Groomer Has It           | 12. Mai 2022         | —                                     | David Kendall         | Michael Cadwallader & Beth Crudele     | 210        |
| 41         | 16        | Sandiger Wettbewerb             | Sand Storm               | 19. Mai 2022         | —                                     | Evelyn Belasco        | Dave Malkoff                           | 208        |
| 42         | 17        | Butlern für Anfänger            | Dinner for Jerks         | 26. Mai 2022         | —                                     | Evelyn Belasco        | Alex Hanpeter & Jude Tedmori           | 215        |
| 43         | 18        | Ein Streich kommt selten allein | Prank You Very Much      | 9. Juni 2022         | —                                     | Adam Weissman         | Joe Sullivan                           | 219        |
| 44         | 19        | Altoonisburg AI                 | Altoonisburg AI          | 16. Juni 2022        | —                                     | Adam Weissman         | Dave Malkoff                           | 216        |
| 45         | 20        | Das Bingo-Duell                 | We Have a Bingo!         | 23. Juni 2022        | —                                     | Natalie Van Doren     | Joe Sullivan                           | 210        |
| 46         | 21        | Yesley-Tag                      | Yesley Day               | 30. Juni 2022        | —                                     | Jody Margolin Hahn    | John D. Beck & Ron Hart                | 217        |